# Thể dục nhịp điệu tại Đại hội Thể thao Đông Nam Á 2007

Giải thể dục nhịp điệu tại Đại hội Thể thao Đông Nam Á 2007 diễn ra từ ngày 12 đến ngày 15 tháng 12 năm 2007 với 6 nội dung thi đấu.

## Xếp hạng theo quốc gia
| Hạng | Đoàn     | Vàng | Bạc | Đồng | Tổng |
| ---- | -------- | ---- | --- | ---- | ---- |
| 1    | Malaysia | 4    | 2   | 5    | 11   |
| 2    | Thái Lan | 2    | 4   | 0    | 6    |
| 3    | Việt Nam | 0    | 0   | 1    | 1    |
| Tổng | Tổng     | 6    | 6   | 6    | 18   |

## Bảng huy chương
| Nội dung | Vàng            | Bạc             | Đồng                |                                                                |
| -------- | --------------- | --------------- | ------------------- | -------------------------------------------------------------- |
| Vòng     | Sridee Tharatip | Lim Wen Chean   | Lee Yoke Jeng Jaime | chi tiết                                                       |
| Chuỳ     | Lim Wen Chean   | Sridee Tharatip | Foong Seow Ting     | chi tiết                                                       |
| Dải lụa  | Lim Wen Chean   | Sridee Tharatip | Foong Seow Ting     | chi tiết                                                       |
| Dây      | Lim Wen Chean   | Sridee Tharatip | Foong Seow Ting     | chi tiết                                                       |
| Cá nhân  | Sridee Tharatip | Lim Wen Chean   | Foong Seow Ting     | chi tiết                                                       |
| Đồng đội | Malaysia        | Thái Lan        | Việt Nam            | chi tiết Lưu trữ ngày 14 tháng 12 năm 2007 tại Wayback Machine |